# Gustavo Posada Peláez
Gustavo Posada Peláez MXY (* 12. Februar 1917 in Fredonia; † 8. Dezember 1999) war ein kolumbianischer römisch-katholischer Ordensgeistlicher und Bischof von Istmina-Tadó.

## Leben
Gustavo Posada Peláez trat der Ordensgemeinschaft der Misioneros Javerianos de Yarumal bei und empfing am 12. November 1939 das Sakrament der Priesterweihe.
Am 24. März 1953 ernannte ihn Papst Pius XII. zum Titularbischof von Zaliche und zum ersten Apostolischen Vikar von Istmina. Der Bischof von Santa Rosa de Osos, Miguel Ángel Builes Gómez, spendete ihm am 24. Mai desselben Jahres die Bischofsweihe; Mitkonsekratoren waren der Bischof von Bucaramanga, Aníbal Muñoz Duque, und der Bischof von Barranquilla, Francisco Gallego Pérez. Posada Peláez nahm an der ersten, zweiten und vierten Sitzungsperiode des Zweiten Vatikanischen Konzils teil.
Gustavo Posada Peláez wurde am 30. April 1990 infolge der Erhebung des Apostolischen Vikariats Istmina zum Bistum erster Bischof von Istmina-Tadó. Am 5. Mai 1993 nahm Papst Johannes Paul II. das altersbedingte Rücktrittsgesuch von Posada Peláez an.